# احتضن الفجر العائد (فلم)
احتضن الفجر العائد (بالإنجليزية: Hold Back the Dawn) هو فيلم رومانسي صدر في سنة 1941. الفيلم من كتابة بيلي وايلدر.

## طاقم التمثيل
- تشارلز بوير
- بوليت غودارد

### ترشيحات وجوائز
| السنة | الحدث  | الفئة     | النتيجة |
| ----- | ------ | --------- | ------- |
|       | أوسكار | أفضل فيلم | ترشـيـح |

## وصلات خارجية
- مقالات تستعمل روابط فنية بلا صلة مع ويكي بيانات

1. ↑  "Hold Back the Dawn". 26 سبتمبر 1941. مؤرشف من الأصل في 2019-12-10. اطلع عليه بتاريخ 2016-11-03 – عبر IMDb.
2. ↑  "NY Times: Hold Back the Dawn". NY Times. مؤرشف من الأصل في 2012-10-17. اطلع عليه بتاريخ 2008-12-13.
3. ↑  Cinematheque.fr - Mark Rappaport [وصلة مكسورة] نسخة محفوظة 18 سبتمبر 2008 على موقع واي باك مشين.